# Tenuipalpus vernoniae
Tenuipalpus vernoniae är en spindeldjursart som beskrevs av Meyer 1993. Tenuipalpus vernoniae ingår i släktet Tenuipalpus och familjen Tenuipalpidae. Inga underarter finns listade i Catalogue of Life.